# Franz Pfemfert

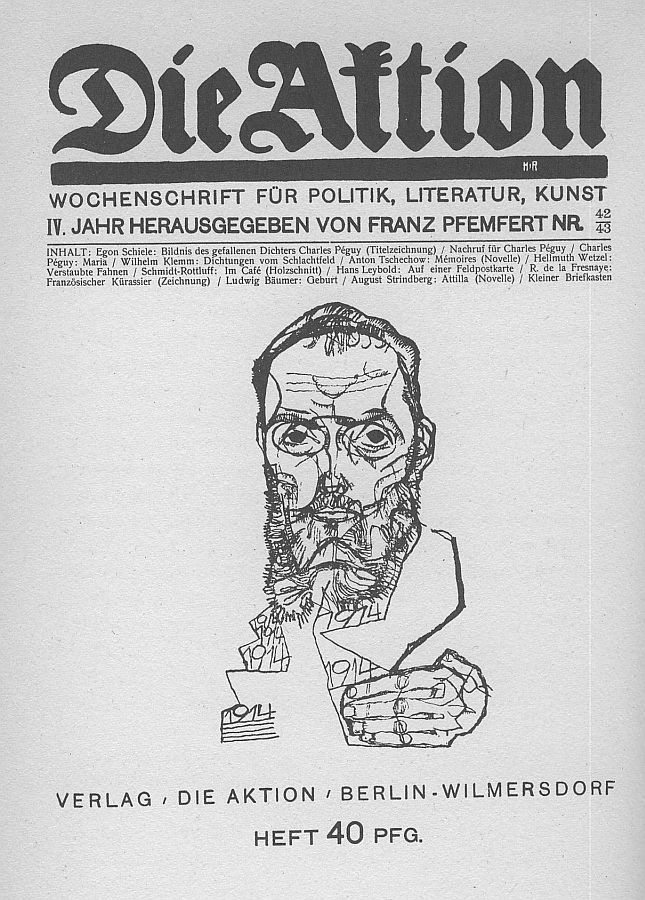
Número de Die Aktion de 1914 com ilustração de Egon Schiele.

Franz Pfemfert (Lötzen, atualmente Giżycko, 20 de novembro de 1879—Cidade do México, 26 de maio de 1954) foi um escritor, editor e político alemão. Em 1911 fundou em Berlim a revista Die Aktion, órgão difusor, junto a Der Sturm, do expressionismo alemão, embora com uma linha mais comprometida politicamente, ligada à esquerda alemã. 
Hostil à Primeira Guerra Mundial, em 1915 fundou uma pequena organização, o Antinationale Sozialistenpartei ("Partido socialista antinacional"). Próximo a Rosa Luxemburgo, uniu-se à Liga Espartaquista.
Em 1933, com o advento do nazismo, fugiu da Alemanha e refugiou-se primeiro na Checoslováquia e, a partir de 1936, na França. Em 1940, com a ocupação alemã da França, fugiu novamente, e marchou para o México. Mais tarde, tratou de ir para os Estados Unidos, ainda que, apesar do apoio de Albert Einstein, não lhe foi permitido por parte do governo norte-americano. 